# Église Saint-Georges (Sienne)
Pour les articles homonymes, voir Église Saint-Georges.
L'église Saint-Georges (en italien : Chiesa di San Giorgio) est située via Pantaneto à Sienne, dans la région italienne de Toscane.
Elle est bâtie sur un édifice précédent datant de 1081, consacré à saint Georges, saint patron des troupes siennoises pendant la bataille de Montaperti.

## Architecture
Son campanile, édifié aussi à cette date, possède trente-huit ouvertures sur ses quatre côtés, qui rappelle le nombre de compagnies engagées dans la bataille.
Son aspect actuel est dû à l'architecte de Côme Pietro Cremoni qui l'a terminée en 1738.
La façade comporte deux colonnes d'ordre colossal, ornées des armoiries du cardinal Anton Felice Zondadari promoteur de sa réfection.
L'intérieur, possède, sur l'envers de la façade, le monument funéraire polychrome du peintre Francesco Vanni, réalisé par son fils en 1656.
On remarque parmi les œuvres présentes :
- l'Incontro sulla Via del Calvario (Rencontre de Jésus et de sa mère sur le chemin du Calvaire) de Raffaello Vanni
- le Crocifisso con il padre Matteo Guerra (Crucifixion, avec le P. Matteo Guerra) de Francesco Vanni.
- le monument funéraire des membres de la famille Zondadari, au transept.

## Sources
- (it) Cet article est partiellement ou en totalité issu de l’article de Wikipédia en italien intitulé « Chiesa di San Giorgio (Siena) » (voir la liste des auteurs).